# Tesia
Tésie
Genre
Tesia est un genre de passereaux de la famille des Cettiidae. Il comprend quatre espèces de tésies.

## Répartition
Ce genre se trouve à l'état naturel dans le Sud-Est de l'Asie,,,.

## Liste des espèces
Selon la classification de référence du Congrès ornithologique international (version 8.1, 2018) :
- Tesia cyaniventer Hodgson, 1837 — Tésie à sourcils jaunes, Crombec à sourcils jaunes, Tésie à tête olive
- Tesia everetti (Hartert, 1897) — Tésie d'Everett, Crombec d'Everett, Tésie à tête rousse
  - Tesia everetti everetti (Hartert, 1897)
  - Tesia everetti sumbawana (Rensch, 1928)
- Tesia olivea (McClelland, 1840) — Tésie à ventre ardoise, Crombec à ventre ardoise, Tésia à ventre bleu, Tésie à tête d'or
  - Tesia olivea chiangmaiensis Renner et al., 2008
  - Tesia olivea olivea (McClelland, 1840)
- Tesia superciliaris (Bonaparte, 1850) — Tésie de Java, Crombec de Java